# Артист с большой дороги
«Арти́ст с большо́й доро́ги» — российский комедийный телесериал производства творческой студии онлайн-кинотеатра Start и телеканала «Россия-1» при поддержке Института развития интернета. В главных ролях: Юрий Стоянов, Юрий Ицков, Анна Глаубэ, Наталья Щукина, Антон Шаврин, Владислав Воробей, Филипп Бледный.
Премьера состоялась 29 февраля 2024 года в онлайн-кинотеатре Start и Wink.
Телевизионная премьера сериала состоялась 2 января 2025 года на телеканале «Россия-1».

## Сюжет
Талантливый вор-рецидивист Артист (Юрий Стоянов), получивший прозвище за то, что проворачивал мастерские ограбления с переодеваниями в разных персонажей, готовит самую грандиозную кражу в своей карьере. Поначалу всё идёт по плану — вместе с пособниками ему удаётся проникнуть в банк «Лучкоммерц», добраться до кабинета директора (Александр Самойленко), вскрыть сейф и взять в руки бриллианты. Но… его напарник (Григорий Багров), испытывающие проблемы со здоровьем, теряет сознание. Артист мог бы успеть сбежать до приезда полиции, но не бросил умирающего товарища, в результате оказавшись за решёткой в очередной, третий в своей «карьере» раз.
Отбыв наказание «от звонка до звонка» он выходит на свободу с твёрдым намерением покончить с прошлым. Тем более, денег у него достаточно — украденное ранее позволит безбедно существовать всю жизнь. Вот только спрятаны сбережения не в банковской ячейке, а в стене кирпичного дома, который в своё время Артист купил для своего сына, который, впрочем, там никогда не жил — бывшая супруга Артиста запретила ему общаться с отцом-уголовником. Кто сейчас проживает в доме за высоким забором — неизвестно, а проникнуть в дом и разобрать стену — задача не из лёгких. Чтобы забрать воровские трофеи, Артист решает применить свой талант и, переодевшись в милую старушку, устраивается на работу к новым хозяевам. К его удивлению, ими оказываются жена сына (Анна Глаубэ) и внуки, а сам сын (Филипп Бледный), как выясняется, пошёл по стопам отца и отбывает наказание в тюрьме…

## Производство
Сериал оригинального производства онлайн-кинотеатра Start при участии телеканала «Россия» и поддержке Института развития интернета.

Роль Артиста была написана специально для Юрия Стоянова, однако с кастингом создателям комедии пришлось непросто: в сериале есть сцены флэшбеков, где зрители видят Артиста в юности и его же — за семь лет до происходящих событий. 
Дмитрий Грибанов, режиссёр: «В таймлайне у нас есть три разных Юры, и мы очень долго искали молодого актёра, внешне похожего на Юрия Николаевича. Но самая большая сложность была в другом: у нас есть два молодых героя, Чук и Гек, которым по сюжету по 18 лет, а в начале истории — лет 10-11. Разница небольшая, поэтому найти визуально похожих детей очень тяжело. И как же я обрадовался, когда мы их все-таки нашли: вся группа была в шоке от того, как они похожи!»
О старте работы над сериалом стало известно в апреле 2023 года. Сериал снимали в Торжке.
Трейлер сериала вышел 25 января 2024 года.
Премьера состоялась 29 февраля 2024 года одновременно на платформах онлайн-кинотеатров Start, Wink и Okko.

## Актёры и персонажи

### Главные роли
| Актёр             | Роль                              |
| ----------------- | --------------------------------- |
| Юрий Стоянов      | Николай Иванович Данилов (Артист) |
| Юрий Ицков        | Семён                             |
| Анна Глаубэ       | Ольга Ангелина                    |
| Наталья Щукина    | Татьяна                           |
| Антон Шаврин      | Валерка (Гек)                     |
| Владислав Воробей | Лёша (Чук)                        |
| Филипп Бледный    | Андрей Ангелин                    |

### Роли второго плана / эпизоды
| Актёр                | Роль                          |
| -------------------- | ----------------------------- |
| Александр Бобров     | начальник охраны              |
| Александр Недорезов  | Сэм                           |
| Александр Румянцев   | сержант                       |
| Александр Самойленко | Гордеев, банкир               |
| Алексей Демидов      | Виталий                       |
| Андрей Романов       | дублёр                        |
| Арина Савостьянова   | Галя                          |
| Виктор Новиков       | охранник Гордеева             |
| Владимир Максимов    | администратор ресторана       |
| Григорий Багров      | Композитор                    |
| Елена Ветрова        | Зоя                           |
| Елена Новикова       | Олеся                         |
| Жанна Вульф          | Антонина, журналистка         |
| Константин Медовиков | директор автомастерской       |
| Макар Фомин          | Гек                           |
| Матвей Ложкин        | Дэн                           |
| Михаил Коновалов     | заключённый                   |
| Надежда Азоркина     | Наташа                        |
| Никита Плахотнюк     | Гордеев в молодости           |
| Николай Сердцев      | Жуков, криминальный авторитет |
| Олег Кассин          | зам                           |
| Ольга Лапшина        | соседка                       |
| Роман Левченко       | эпизод                        |
| Роман Мигурский      | майор полиции                 |
| Роман Юрченко        | сотрудник ДПС                 |
| Севастьян Бугаев     | Дима                          |
| Сергей Габриэлян     | Олег                          |
| Сергей Карлов        | Серый                         |
| Сергей Легостаев     | Сизый                         |
| София Лощинина       | Надя                          |
| Юлия Беляева         | учительница                   |
| Ярослав Петрашко     | богатый постоялец             |
| Алексей Вакарчук     | эпизод                        |

## Сезоны и серии
| Серия | Дата выхода     |
| ----- | --------------- |
| 1     | 29 февраля 2024 |
| 2     | 29 февраля 2024 |
| 3     | 5 марта 2024    |
| 4     | 12 марта 2024   |
| 5     | 19 марта 2024   |
| 6     | 26 марта 2024   |
| 7     | 2 апреля 2024   |
| 8     | 9 апреля 2024   |

## О сериале
Юрий Стоянов, актёр:
«Роль няни в „Артисте с большой дороги“ — это продолжение такой мировой кинотрадиции: Олег Табаков в „Мэри Поппинс, до свидания“, Дастин Хоффман в „Тутси“, Калягин в „Здравствуйте, я ваша тётя“ и так далее. Важно сказать, что мой герой — это не мужчина, который хочет быть женщиной, это мужчина, который вынужден в силу драматичных обстоятельств переодеться и сыграть роль няни. Для него это единственная возможность попасть в дом и семью своего сына и остаться неузнанным. Это жанровый сериал, в нём очень много и смешного, и грустного. И у героя нет другого выхода».
Дмитрий Грибанов, режиссёр:
«Мне кажется, для героя Юрия Стоянова эта история — вечный саспенс. Из раза в раз он попадает в ситуации, из которых очень тяжело выкрутиться, и зритель в принципе до последнего момента не будет понимать, как же Артист найдёт выход. У нас и локации соответствующие, очень атмосферные: заброшенный пионерлагерь, тюрьма, автомастерская, детский дом, банк, натурные объекты. Это очень многогранная история, с одной стороны — весёлая, приключенческая, с другой — немного грустная и даже криминальная».

## Критика
По мнению обозревателя газеты «Жизнь», «Артист с большой дороги» — «сериал, где нет чёрного и белого. Его авторы показали, что люди не меняются и вор-рецидивист вряд ли оставит свои привычки в прошлом. Но при этом они дают своему герою очередной шанс исправить ошибки молодости и стать положительным хотя бы для внуков. В проекте удачно сочетаются смешное и трагическое, благодаря чему смотрится лента легко, а трогательные сцены позволяют увидеть героев с разных сторон».
«Сюжет „Артиста…“ как на ладони с самой первой серии, — пишет кинокритик „Комсомольской правды“. — К гадалке не ходи, выяснится, что сына Андрея посадили ни за что — скорее всего, его подставил Виталий (Алексей Демидов), со студенческих времён влюблённый в Олю. Дед, про которого они не знают, что он их дед, станет детям Оли опорой и защитой. Старый Сёма перестанет чувствовать себя одиноким и несчастным — маленькая Галя (Арина Савостьянова), слопав его тефтельки, растопила Сёмино сердце… Сериал чересчур простодушен и норовит превратиться в ситком, то есть в набор связанных условным сюжетом шуток. В этой истории нет истории. Кажется, переодевающийся Стоянов — это единственное, на что сделана ставка. Но то, что работало в скетчкоме — к тому же очень давно, плохо работает в сериале — драматургически более сложном произведении. В каждом новом образе Стоянов все равно Стоянов, а надо верить, что другие персонажи принимают его за сантехника, полицейского, священника, няню и т. п.»